# Nisοs irakleia, Nisοi Makares, Mikros kai Megalοs Avellas, Nisida Venetikο irakleias
Nisοs irakleia, Nisοi Makares, Mikros kai Megalοs Avellas, Nisida Venetikο irakleias este o arie protejată (arie de protecție specială avifaunistică — SPA) din Grecia întinsă pe o suprafață de 56.020,7 ha, integral pe uscat.

## Localizare
Centrul sitului Nisοs irakleia, Nisοi Makares, Mikros kai Megalοs Avellas, Nisida Venetikο irakleias este situat la coordonatele 36°51′29″N 25°40′06″E / 36.858176°N 25.668254°E.

## Înființare
Situl Nisοs irakleia, Nisοi Makares, Mikros kai Megalοs Avellas, Nisida Venetikο irakleias a fost declarat arie de protecție specială avifaunistică în octombrie 2001 pentru a proteja 27 de specii de animale.

## Biodiversitate
Situată în ecoregiunile marină mediteraneană și mediteraneană, aria protejată nu include niciun habitat protejat.
La baza desemnării sitului se află mai multe specii protejate de  păsări (27): ciocârlie-de-câmp (Alauda arvensis), lăstunul mare (Apus apus), pasărea ogorului (Burhinus oedicnemus), șorecarul comun (Buteo buteo), caprimulg (Caprimulgus europaeus), șerpar (Circaetus gallicus), erete vânăt (Circus cyaneus), lăstun de casă (Delichon urbicum), egretă mică (Egretta garzetta), Emberiza caesia, Falco eleonorae, șoim călător (Falco peregrinus), vânturel de seară (Falco vespertinus), piciorong (Himantopus himantopus), Hippolais olivetorum, rândunică (Hirundo rustica), prigoare (Merops apiaster), codobatura galbenă (Motacilla flava), Phalacrocorax aristotelis desmarestii, corcodel mare (Podiceps cristatus), corcodel-cu-gât-negru (Podiceps nigricollis), turturică (Streptopelia turtur), Tachymarptis melba, fluierar de mlaștină (Tringa glareola), fluierarul de zăvoi (Tringa ochropus), fluierar de lac (Tringa stagnatilis), fluierarul cu picioare roșii (Tringa totanus).
Pe lângă speciile protejate, pe teritoriul sitului au mai fost identificate 1 specie de păsări.